# يان بلاك
يان بلاك (بالإنجليزية: Ian Black)‏ (14 مارس 1985 إدنبرة المملكة المتحدة - ) هو لاعب كرة قدم بريطاني يلعب كلاعب وسط.

## وصلات خارجية
يان بلاك على موقع قاعدة بيانات كرة القدم.إي يو (الإنجليزية)
- يان بلاك على موقع ناشيونال فوتبول تيمز (الإنجليزية)
- يان بلاك على موقع Soccerbase.com (لاعب) (الإنجليزية)
- يان بلاك على موقع Soccerway.com (الإنجليزية)